# 폴라음악상

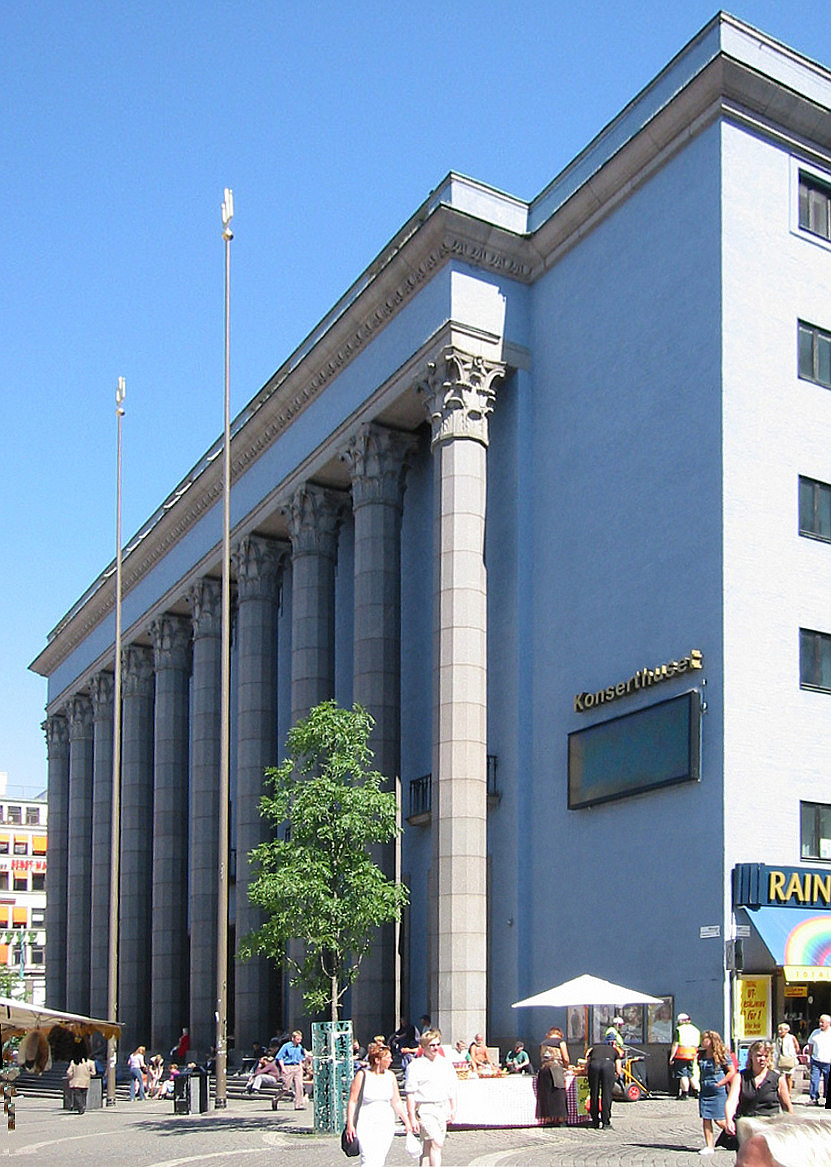
노벨상과 폴라음악상 시상식이 열리는 스톡홀름 콘서트홀

폴라음악상(영어: Polar Music Prize)은 스웨덴 왕립음악원에서 주관하는 음악부문의 상이다. 노벨상과 같이 스톡홀름 콘서트홀에서 스웨덴의 국왕이 직접 시상한다는 상징성과 권위로 음악의 노벨상이라 불리기도 한다.

## 제정
그룹 ABBA의 작사가, 매니저이자 음반제작사 폴라 레코드(Polar Records, 현 Polar Music)의 창업주 스티그 앤더슨(Stig Anderson)이 기금을 출연해 1989년에 제정되었다.

## 시상 대상
세계 음악계에 공헌함은 물론이고 서로 다른 장르의 음악을 조화시키는 데에 기여한 바가 인정될 때, 국적을 불문하고 개인 뿐만이 아니라 그룹과 단체, 나아가 국가 및 국가 연합에게까지 시상될 수 있다.
1992년부터 서로 다른 장르에서 1~2팀이 선정되어 매년 시상되고 있다.

## 역대 수상자
- 1992년 - 폴 매카트니, 발트 3국
- 1993년 - 디지 길레스피, 비톨트 루토스와프스키
- 1994년 - 니콜라우스 아르농쿠르, 퀸시 존스
- 1995년 - 엘튼 존, 므스티슬라프 로스트로포비치
- 1996년 - 피에르 불레즈, 조니 미첼
- 1997년 - 에릭 에릭손, 브루스 스프링스틴
- 1998년 - 레이 찰스, 라비 샹카르
- 1999년 - 스티비 원더, 이안니스 크세나키스
- 2000년 - 밥 딜런, 아이작 스턴
- 2001년 - 버트 배커랙, 로버트 모그, 카를하인츠 슈토크하우젠
- 2002년 - 소피아 구바이둘리나, 미리엄 마케바
- 2003년 - 키스 재럿
- 2004년 - B.B. 킹, 리게티 죄르지
- 2005년 - 지우베르투 지우, 디트리히 피셔디스카우
- 2006년 - 발레리 게르기예프, 레드 제플린
- 2007년 - 스티브 라이쉬, 소니 롤린스
- 2008년 - 르네 플레밍, 핑크 플로이드
- 2009년 - 호세 안토니오 아브레우·엘 시스테마, 피터 가브리엘
- 2010년 - 엔니오 모리코네, 비요크
- 2011년 - 크로노스 콰르텟, 패티 스미스
- 2012년 - 폴 사이먼, 요요 마
- 2013년 - 유수 은두르, 카이야 사리아호
- 2014년 - 척 베리, 피터 셀러스
- 2015년 - 에벌린 글레니, 에밀루 해리스
- 2016년 - 맥스 마틴, 체칠리아 바르톨리
- 2017년 - 스팅, 웨인 쇼터
- 2018년 - 아프가니스탄 국립음악연구소, 메탈리카
- 2019년 - 그랜드마스터 플래시, 플레잉 포 체인지, 안네 소피 무터
- 2020년 - 안나 네트렙코, 다이앤 워런
- 2022년 - 이기 팝, 앙상블 앵테르콩탕포랭

## 주해
1. ↑  평화상 제외